# Pileolaria alata
Pileolaria alata är en ringmaskart som beskrevs av Knight-Jones 1978. Pileolaria alata ingår i släktet Pileolaria och familjen Serpulidae. Inga underarter finns listade i Catalogue of Life.